# HD 20782 b
HD 20782 b è un pianeta extrasolare che ruota attorno alla stella HD 20782, una nana gialla simile al Sole che fa parte di un largo sistema binario assieme a HD 20781, a sua volta dotata di un sistema planetario. Scoperto nel 2006, il pianeta è un gigante gassoso con una massa 1,9 volte quella di Giove e, al 2023, è il Giove eccentrico con la più alta eccentricità orbitale conosciuta (e=0,97).

## Caratteristiche
Il pianeta è stato scoperto con il metodo della velocità radiale e si contraddistingue per l'elevata eccentricità della sua orbita; con un semiasse maggiore di 1,38 UA, il pianeta si avvicina fino a 0,1 UA al periastro, per allontanarsi dalla stella fino a 2,6 UA all'apoastro. Questa enorme eccentricità non consente di avere condizioni stabili e adatte per la formazione della vita, nemmeno su una luna con superficie solida che ruota attorno al gigante gassoso. Alla sua minima vicinanza dalla stella infatti, la temperatura superficiale sarebbe intorno ai 1500 K, mentre all'apoastro essa scenderebbe al di sotto dei 200 K (−73 °C).